# Afropsyche nigripennis
Afropsyche nigripennis är en fjärilsart som beskrevs av Wolfgang Dierl 1972. Afropsyche nigripennis ingår i släktet Afropsyche och familjen säckspinnare. Inga underarter finns listade i Catalogue of Life.